# Acrophragmis coronata
Acrophragmis coronata är en svampart som beskrevs av Kiffer & Reisinger 1970. Acrophragmis coronata ingår i släktet Acrophragmis, divisionen sporsäcksvampar och riket svampar.   Inga underarter finns listade i Catalogue of Life.